# Kongruens
I matematik er kongruens, at to figurer er ens, altså at de har samme form og størrelse. Ifølge Euklid er alle rette vinker for eksempel kongruente. Dette er et bredt anerkendt aksiom.[kilde mangler]